# الصراع الروسي القوقازي
يُعد الصراع الروسي القوقازي صراعًا عرقيًا وسياسيًا طويل الأمد بين مختلف شعوب شمال القوقاز وسلطات الدولة الروسية بمختلف أشكالها، من الإمبراطورية الروسية إلى الاتحاد السوفيتي ثم الدولة الروسية الحديثة. يعود تاريخ هذا الصراع إلى القرن السادس عشر، عندما بدأت القوات الروسية بالتوسع جنوبًا. قاومت مجموعات قوقازية عديدة، من بينها الأبازين والأبخاز والشركس والشيشان والإنغوش والقراشاي-بالكار والأوسيتيون والداغستانيون (من مختلف القوميات)، السيطرة الروسية عبر وسائل مسلحة ودبلوماسية. تصاعدت المرحلة الحديثة من الصراع بعد انهيار الاتحاد السوفيتي عام 1991، حيث ظهرت الحركات الانفصالية وحركات المقاومة التي استمرت في مواجهة القمع الروسي حتى القرن الحادي والعشرين.

## خلفية

### الأهمية الجيوسياسية
تتمتع منطقة القوقاز، التي تربط بين أوروبا وآسيا، بأهمية جيوسياسية هائلة. فموقعها الاستراتيجي بين البحر الأسود وبحر قزوين، إضافةً إلى تضاريسها الوعرة، جعل منها حاجزًا طبيعيًا وبوابة للعبور إلى الأراضي الجنوبية. ترجع رغبة روسيا في السيطرة على القوقاز إلى طموحاتها في تأمين حدودها، والتحكم في طرق التجارة، وتوسيع نفوذها نحو الشرق الأوسط.

### الحروب الروسية-القومية (الكوميك) والبدايات الأولى
يمكن تتبع جذور الصراع الروسي القوقازي إلى القرن السادس عشر، بالتزامن مع توسع الإمبراطورية الروسية نحو منطقة القوقاز. كان الكوميك، وهم شعب تركي يعيش في داغستان، من أوائل الشعوب التي نظّمت مقاومة ضد التوسع الروسي، إذ خاضوا حروبًا مع الروس خلال القرنين السادس عشر والسابع عشر. مهّدت معارضتهم الطريق أمام تحالفات أوسع بين مختلف المجموعات القوقازية، وأرست سابقة للمقاومة متعددة الأعراق التي ستُميز الصراعات التالية.
بدأ التوسع الروسي في القوقاز في عهد إيفان الرهيب، الذي سعى في البداية إلى إقامة علاقات مع قبيلة القبرديين، وتزوّج من النبيلة القبردية ماريا تيمريوكوفنا، ما أدى إلى تحالف مؤقت بين قبرديا وروسيا. لكن بعد وفاتها، تدهورت العلاقة، ما دفع القبرديين، إلى جانب الكوميك والنغاي، إلى شن غارات على القوات الروسية. قد بلغت هذه المقاومة ذروتها عام 1571، عندما تحالف خان التتار القرم، دولت غيراي، مع النغاي ونفذ غارة مدمرة على موسكو، ما أبرز التحديات التي واجهتها روسيا في تأمين حدودها الجنوبية.
بدأ التصعيد الفعلي للصراع عام 1556، عندما استولت روسيا على مدينة أستراخان، ما وسّع نفوذها نحو شمال القوقاز وأدخلها في مواجهة مباشرة مع الكوميك. وقد أدى هذا الاحتلال إلى تعطيل طرق التجارة الخاصة بالكوميك، وزاد من التوترات. واستمرت هذه النزاعات بشكل متقطع طوال أواخر القرن السادس عشر، ما مهّد الطريق للصراعات الأوسع التي اندلعت خلال القرنين الثامن عشر والتاسع عشر. شكّلت مقاومة الكوميك وتحالفهم مع جماعات محلية أخرى مؤشرًا مبكرًا على اضطراب المنطقة والصراعات الممتدة التي ستتبعها، إذ اتحدت شعوب قوقازية متعددة ضد السياسات التوسعية الروسية.
بدأت المواجهات الأساسية عام 1560، عندما نهب الروس عاصمة الكوميك، مدينة تاركي. لكن، وتحت ضغط من القرم، اضطرت القوات الروسية إلى التراجع. عام 1591، كرر الروس الحملة، وأُصيب خلالها القيصر الكوميك بجروح، في حين وعدت جورجيا بالخضوع للسيادة الروسية، فإن محاولات التوسع اللاحقة باءت بالفشل. في عام 1594 صدّ الكوميك الحملة الروسية، وفي عام 1607 تمكنوا من القضاء على القوات الغازية بشكل شبه كامل.

## الاعتراف الحديث
أدى إرث الصراع الروسي القوقازي إلى درجات متفاوتة من الاعتراف والوعي في الخطاب المعاصر، لا سيما فيما يتعلق بالظلم التاريخي الذي تعرضت له الشعوب الأصلية في القوقاز. في السنوات الأخيرة، تزايد الاعتراف بالفظائع التي ارتُكبت خلال هذا الصراع، متضمنةً إبادة الشركس، إضافةً إلى عمليات التهجير الجماعي التي طالت مجموعات عرقية متعددة.

### إبادة الشركس
عام 2011، اعترف برلمان جورجيا رسميًا بإبادة الشركس، التي وقعت خلال الحرب الروسية-الشركسية (1763–1864) وأسفرت عن مقتل وتهجير مئات الآلاف من الشركس قسرًا. يأتي هذا الاعتراف في إطار حركة أوسع يقودها ناشطون شركس ومجتمعات المهجر تطالب بالاعتراف الدولي بالإبادة الجماعية، وتسعى للحصول على تعويضات وحق العودة للمهجّرين. شهدت دول أخرى مثل تركيا والولايات المتحدة مناقشات مماثلة حول الاعتراف بالظلم التاريخي الذي تعرض له الشعب الشركسي.

### الترحيل السوفيتي
تلقى أيضًا ترحيل الشيشان والإنغوش والقراشاي والبالكار خلال الحرب العالمية الثانية على يد نظام ستالين اعترافًا متزايدًا باعتباره من أعمال الإبادة الجماعية، وذلك من قِبل عدد من الباحثين ومنظمات حقوق الإنسان. عام 2004، اعترف البرلمان الأوروبي بترحيل الشيشان عملًا إباديًا، مؤكدًا على ضرورة التذكّر والاعتراف بهذه الصدمات التاريخية.

### التأثير المعاصر
أثر الاعتراف الحديث بهذه الأحداث التاريخية في النقاشات الجارية حول حقوق الإنسان، والحكم الذاتي، وحقوق الشعوب الأصلية في شمال القوقاز. إلا أن الرواية الحكومية في روسيا كثيرًا ما تقلل من شأن هذه المظالم التاريخية أو تنكرها، ما يعكس استمرار التوترات بين الدولة الروسية والمجموعات العرقية المختلفة في المنطقة. ولا يزال النشطاء يطالبون باعتراف أوسع بحقوقهم، وتراثهم الثقافي، والظلم التاريخي الذي لحق بهم، ما يُبرز العلاقة المعقدة بين التاريخ والهوية والسياسة في المجتمع القوقازي المعاصر.